# Meia-lua-do-cerrado

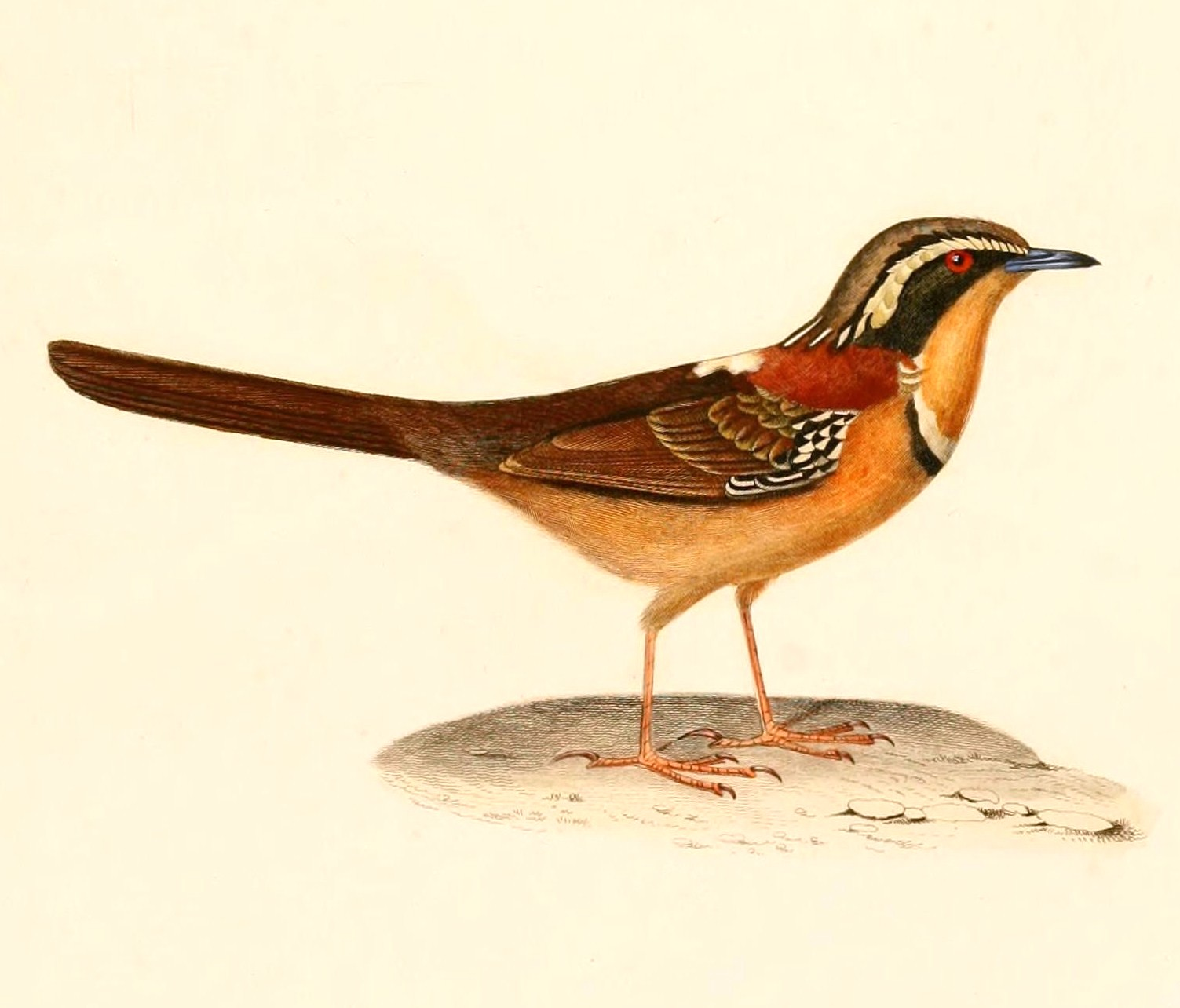
Melanopareia torquata, por d'Orbigny, 1847

O meia-lua-do-cerrado ou tapaculo-de-colarinho (Melanopareia torquata) é uma espécie de ave da família Melanopareiidae.
Pode ser encontrada nos seguintes países: Bolívia, Brasil e Paraguai.
Os seus habitats naturais são savanas áridas.